# Michael Hogan
Michael Hogan (Kirkland Lake, Ontario) is een Canadees acteur. Hij speelde tussen 2003 en 2009 de rol van Saul Tigh in de herwerkte Battlestar Galactica. 
Hogan groeide op in North Bay (Ontario), waar zijn vader een goudzoeker was, en volgde de Nationale theaterschool van Canada.

## Biografie

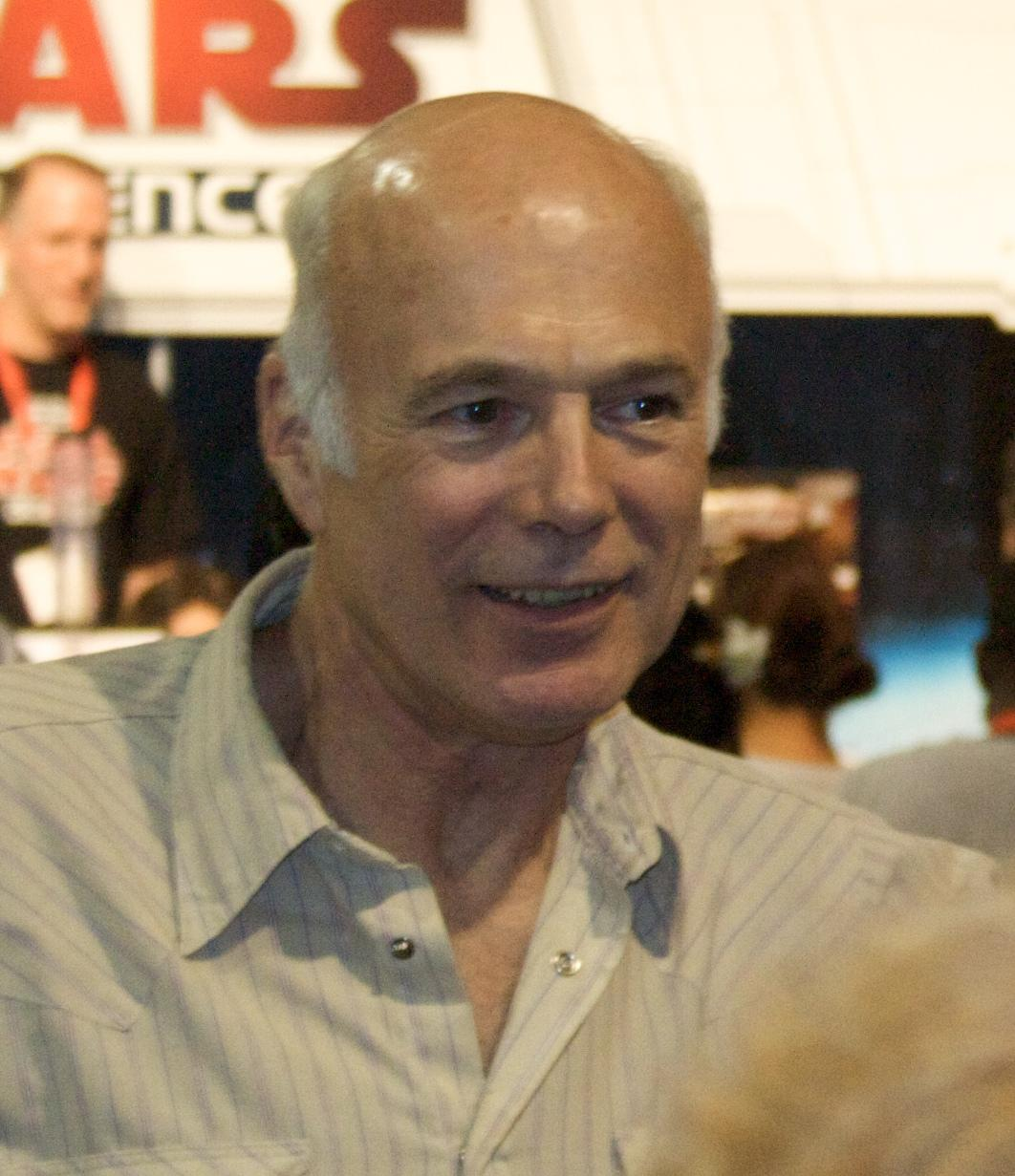
Hogan in 2008.

Hogan speelde tijdens zijn carrière een reeks gastrollen in televisieseries. Hij was onder meer te zien in The New Twilight Zone, Millennium, The Outer Limits, First Wave, Earth: Final Conflict, Andromeda, The L Word, Dollhouse, Monk en Numb3rs.
In 1998 en 1999 was hij te zien als deputy Tony Logozzo in de Canadese politieserie Cold Squad. In 2008 speelde hij een generaal in de film The Day the Earth Stood Still.
Tussen 2003 en 2009 speelde hij de rol van de humanoïde cylon Saul Tigh in de herwerkte sciencefictionserie Battlestar Galactica.
In 2012 speelde hij mee in het tweede seizoen van Teen Wolf en had de rol van Gerard Argent. In het derde seizoen had Hogan slechts een beperkte rol en was wel weer te zien in seizoen 5 als herboren als Gerard Argent. 
Hogan is gehuwd met actrice Susan Hogan. Ze speelden samen een getrouwd stel in enkele afleveringen van The L Word. Ze hebben drie kinderen, twee van hen, Gabriel Hogan en Jennie Rebecca Hogan zijn eveneens acteur.
- Biblioteca Nacional de España: XX4416069
- Bibliothèque nationale de France: cb141874590 (data)
- International Standard Name Identifier: 0000 0001 1935 1810
- Library of Congress Control Number: no2008098057
- Système universitaire de documentation: 167342703
- Virtual International Authority File: 61359039
- WorldCat: E39PBJdWT83tvXh9Fdj9hGx4bd